# Oskar Böse
Oskar („Ossi“) Böse (* 10. Juni 1924 in Seifersdorf bei Kriesdorf, Tschechoslowakei; † 6. April 2016 in Düsseldorf) war ein deutscher Vertriebenenfunktionär. 

## Leben
Bose wurde in Seifersdorf (Žibřidice) in der Tschechoslowakei, heute ein Ortsteil der Gemeinde Křižany im Okres Liberec, geboren. Im Oktober 1938 wurde sein Heimatort nach dem Münchener Abkommen von deutschen Truppen besetzt und in den neugebildeten Reichsgau Sudetenland integriert. Am 4. Juni 1942 beantragte Böse die Aufnahme in die NSDAP und wurde zum 1. September desselben Jahres aufgenommen (Mitgliedsnummer 9.200.496). Er wurde nach Kriegsabitur und Reichsarbeitsdienst zur deutschen Wehrmacht einberufen und kam zu den Gebirgsjägern. 1945 wurde er in Prag inhaftiert. Ihm gelang die Flucht nach Österreich und weiter nach Bayern, wo er ansässig wurde. In Ingolstadt nahm er am Aufbau des Berufsbildungswerkes teil.
1949 wurde Böse in den Landesvorstand Bayern der Sudetendeutschen Landsmannschaft gewählt. Er wurde Mitglied des Witikobundes und der Arbeitsgemeinschaft sudetendeutscher Turner und Turnerinnen. 1951 erfolgte seine Wahl in den Bundesvorstand der Sudetendeutschen Landsmannschaft, wo er bis 1964 Hauptjugendführer war.
1952 nahm er an der Gründung des Sudetendeutschen Sozialwerkes teil und übernahm die Leitung der Jugendbildungsstätte Heiligenhof, die er bis 1957 innehatte. Von 1963 bis 1967 war Böse Geschäftsführer des Hauptausschusses der Flüchtlinge und Vertriebenen in Bayern. 1967 wurde er Direktor der Stiftung Gerhart-Hauptmann-Haus in Düsseldorf. 1988 trat er in den Ruhestand.
Von 1987 bis 1992 war er Generalsekretär des Sudetendeutschen Rates.

## Ehrungen
Aufgrund seines beständigen Einsatzes für die deutsch-tschechische Aussöhnung und die Bewahrung des Kulturgutes seiner sudetendeutschen Heimat wurde ihm 1988 das Große Bundesverdienstkreuz verliehen.
2001 wurde ihm der Große Sudetendeutsche Kulturpreis verliehen.